# Berkner (månekrater)
Berkner er et nedslagskrater på Månen. Det befinder sig på Månens bagside, lige bag dens vestlige rand, og det er opkaldt efter den amerikanske fysiker Lloyd V. Berkner (1905-1967).
Navnet blev officielt tildelt af den Internationale Astronomiske Union (IAU) i 1970. 

## Omgivelser
Berknerkrateret er forbundet med den øst-sydøstlige rand af Parenagokrateret. Stik syd ligger Robertsonkrateret, og mod sydøst ligger Helbergkrateret. 

## Karakteristika
Kraterets ydre rand er slidt og eroderet, især langs den nordvestlige del. Den mest intakte del af randen er den sydøstlige, idet resten er blevet ramt af nedslag og for den sydvestlige dels vedkommende dækket af udkastet materiale.

## Satellitkratere
De kratere, som kaldes satellitter, er små kratere beliggende i eller nær hovedkrateret. Deres dannelse er sædvanligvis sket uafhængigt af dette, men de får samme navn som hovedkrateret med tilføjelse af et stort bogstav. På kort over Månen er det en konvention at identificere dem ved at placere dette bogstav på den side af satellitkraterets midte, som ligger nærmest hovedkrateret. Berknerkrateret har følgende satellitkratere:
| Berkner | Længde  | Bredde   | Diameter |
| ------- | ------- | -------- | -------- |
| A       | 27,6° N | 104,8° W | 22 km    |
| B       | 29,3° N | 104,1° W | 33 km    |
| Y       | 27,8° N | 106,2° W | 31 km    |

## Måneatlas
- Billeder af Berknerkrateret i LPI-måneatlasset